# Deutsche Bergarbeitergewerkschaften
Die Geschichte der Bergarbeitergewerkschaften in Deutschland war gekennzeichnet durch ihre Spaltung in Richtungsgewerkschaften, ehe nach dem Zweiten Weltkrieg die Einheitsgewerkschaft IG Bergbau und Energie gegründet wurde.

## Voraussetzungen und Anfänge
Eine zentrale Voraussetzung für eine Gewerkschaftsgründung im Bergbau war 1865 die Einführung des Allgemeinen (preußischen) Berggesetzes. Damit wurde das alte staatsorientierte Direktionsprinzip abgeschafft und die Marktwirtschaft im Bergbau eingefügt. Dies hatte zur Folge, dass die ständisch privilegierten Bergknappen rechtlich gesehen zu „freien Lohnarbeitern“ wurden.
Da der Staat sich für die Sicherung der Lebens- und Arbeitsverhältnisse der Bergleute nicht mehr zuständig erklärte, begannen sich allmählich die Bergleute zu organisieren. Ein erster Ansatz war 1868 die Gründung der „Allgemeinen Genossenschaft der Berg-, Hütten- und Salinenarbeiter“ im Umfeld des ADAV. Erster Vorsitzender war Carl Wilhelm Tölcke. Allerdings hatte diese Organisation bereits 1870 einen Großteil seiner Bedeutung eingebüßt. Von liberaler Seite (Hirsch-Dunckersche Gewerkvereine) kam es 1869 zur Gründung eines „Gewerkvereins der Deutschen Bergarbeiter“ mit einem Schwerpunkt in Waldenburg (Niederschlesien). Er konnte zunächst einen beträchtlichen Teil der Bergleute im dortigen Revier organisieren. Als die Arbeitgeber die Organisation nicht als Interessenvertretung der Arbeiter anerkannten, kam es gegen den Willen des Gewerkschaftsmitbegründers Max Hirsch zu einem wochenlangen Streik. Der Waldenburger Bergarbeiterstreik war der bislang längste Arbeitskampf in Deutschland überhaupt. Er musste schließlich ohne Erfolg abgebrochen werden. In der Folge wandten sich etwa zwanzigtausend der dreißigtausend Mitglieder der Gewerkvereine von diesen ab. Ein beträchtlicher Teil wandte sich danach den sozialdemokratisch orientierten Organisationen zu.
Ein erster großer Streik im Ruhrgebiet (Essener Revier) im Jahr 1872 fand daher ohne gewerkschaftliche Organisation statt. Der Versuch nach der Streikniederlage eine Organisation zu gründen, blieb erfolglos, da die Behörden ihre Genehmigung versagten. Ein weiterer Versuch scheiterte im Ruhrgebiet zwei Jahre später am Gegensatz zwischen katholischen und sozialdemokratisch gesinnten Arbeitern. Dafür kam es in 1876 in Sachsen zur Gründung des Verbandes sächsischer Berg- und Hüttenarbeiter im Umfeld der sozialdemokratischen Bewegung. Das Sozialistengesetz beendete zwischen 1878 und 1890 jeden gewerkschaftlichen Organisationsversuch, unabhängig welcher weltanschaulichen Ausrichtung. In einer rechtlichen Grauzone existierte zwischen 1883 und 1886 ein von Johannes Fusangel gegründeter Rechtsschutzverein.

## Etablierung der Gewerkschaftsorganisation und Spaltung in den 1890er Jahren

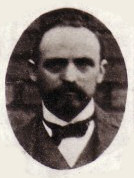
Friedrich Bunte

Den Durchbruch zu einer festen Organisation brachte 1889 zum einen der bislang größte Streik von Bergarbeitern im Ruhrgebiet, dem sich auch Beschäftigte im Aachener Revier, im Saargebiet, in Sachsen, Schlesien und im Sauerland anschlossen. Hinzu kam das allmähliche Auslaufen des Sozialistengesetzes (das erst 1890 offiziell endete). Am 18. August 1889 wurde in Dorstfeld (heute Stadtteil von Dortmund) der „Verband zur Wahrung und Förderung der bergmännischen Interessen in Rheinland und Westfalen“ („Alter Verband“) gegründet. Daran beteiligten sich sowohl katholisch wie sozialdemokratisch orientierte Arbeiter. Erster Vorsitzender wurde der „Kaiserdelegierte“ Friedrich Bunte. Diese Einheitsgewerkschaft hatte allerdings nicht lange Bestand, da sich bereits ein Jahr später die katholischen Arbeiter abspalteten.
Die christlichen Bergleute sammelten sich im Ruhrgebiet seit 1894 im interkonfessionellen „Gewerkverein christlicher Bergarbeiter für den Oberbergamtsbezirk Dortmund“ unter dem Vorsitzenden August Brust. Obwohl der Verein offiziell überkonfessionell war, organisierte er doch ganz überwiegend katholische Arbeiter. Bereits in dieser Zeit begann diese Organisation über das Revier auszugreifen und etwa die Bergarbeiter im Sauerland zu erreichen. In anderen Gebieten wie im Siegerland bestanden lange Zeit regionale christliche Gewerkschaften.
Durch diese Gründung gingen die Mitgliederzahlen im Alten Verband – wie die 1889 gegründete Gewerkschaft zur Unterscheidung von anderen Organisationen auch genannt wurde – deutlich zurück, und es half nur wenig, dass er sich seit 1890 auf das gesamte Reichsgebiet ausdehnte. Für das Ruhrgebiet blieb das Nebeneinander von sozialdemokratischen und christlichen Gewerkschaften bis 1933 ein prägendes Strukturmerkmal. Im Jahr 1902 kam auch noch ein polnischer Bergarbeiterverband (ZZP) für die ins Ruhrgebiet zugewanderten Polen hinzu.

## Die Bergarbeitergewerkschaften in den ersten Jahrzehnten des 20. Jahrhunderts
Im Jahr 1905 beteiligten sich alle vier bestehenden Organisationen an einem zunächst wilden Streik im Ruhrgebiet. Die Streikbeteiligung lag bei fast 80 %. Zwar blieben die Unternehmer hart, aber durch eine Berggesetznovelle (Einführung Arbeiterausschüsse u. a.) waren die Bergarbeiter durchaus erfolgreich.
Ein weiterer großer Streik im Jahr 1912, an dem sich der Alte Verband, der Hirsch-Dunkersche Gewerkverein und die polnische Organisation beteiligten, scheiterte, weil sich der Christliche Bergarbeiterverband nicht beteiligte.
Im Jahr 1912 waren von mehr als 860.000 Bergleuten in Deutschland etwa 114.000 im Alten Verband (12,7 %), fast 78.000 im christlichen Bergarbeiterverband, über 50.000 in verschiedenen polnischen Verbänden und nur etwas mehr als 3000 im liberalen Gewerkverein organisiert. Die große Mehrheit der Bergarbeiter (72 %) gehörte keiner Organisation an.

## Erster Weltkrieg und die Revolutionsphase bis 1920
Mit dem Ersten Weltkrieg und dem Bekenntnis zum Burgfrieden durch alle Gewerkschaften wurden alle Arbeitskämpfe eingestellt. Mit der Zunahme der sozialen Unruhen in der zweiten Kriegshälfte, kam es auch im Bergbau zu spontanen Arbeitsniederlegungen. Gegen Ende Oktober 1918 kam es zum ersten Mal zu Kollektivverhandlungen zwischen den Bergarbeiterorganisationen und den Arbeitgebern, damit waren die Gewerkschaften als Verhandlungspartner anerkannt. Unmittelbar nach dem Beginn der Novemberrevolution begründete das Novemberabkommen (15. November 1918) zwischen Gewerkschaften und Arbeitgeberverbänden eine gewisse Zusammenarbeit. Allerdings reichte dies den Bergleuten mehrheitlich nicht aus und zwischen Januar bis April 1919 führten die gescheiterten Sozialisierungsbestrebungen im Ruhrbergbau (gegen den Willen der Gewerkschaften) zu bürgerkriegsähnlichen Auseinandersetzungen zwischen Freikorpstruppen und streikenden Bergarbeitern. Zur Beendigung der Unruhen trug schließlich eine Vereinbarung über die Einführung von Siebenstundenschichten bei. Eine der Folge der Enttäuschung über die Position der Gewerkschaften war die Gründung einer extrem linken Bergarbeiter-Union. Die Bergarbeitergewerkschaften waren einige Monate später am Generalstreik (März/April 1920) gegen den Kapp-Putsch, nicht jedoch an den gewaltsamen Auseinandersetzungen zwischen der Roten Ruhrarmee und den Freikorps beteiligt.

## Weimarer Republik seit 1920 und Zerschlagung im Nationalsozialismus
Nach dem Ende der Inflation und im Zuge der Stabilisierung der Währung versuchten die Arbeitgeber die Errungenschaften der Revolution von 1918/19 wieder zu beseitigen. In diesem Zusammenhang kam es im Mai 1924 zu einer Massenaussperrung im Ruhrbergbau. Diese endete mit der Wiedereinführung der Achtstundenschicht unter Tage und dem Ende der Sozialpartnerschaft in diesem Wirtschaftsbereich.
Im Jahr 1931 waren von etwa 538.000 Bergleuten in Deutschland etwa 164.000 im Alten Verband (der sich ab 1928 Verband der Bergbauindustriearbeiter Deutschlands nannte) organisiert. Dies entspricht einer Quote von etwa 25 %. Daneben gehörten fast 87.000 Bergarbeiter (= 16,2 %) dem Gewerkverein christlicher Bergarbeiter an. Mit der beginnenden Weltwirtschaftskrise hatte allerdings bereits eine Radikalisierungsprozess eingesetzt. Bei den Betriebsratswahlen 1931 erzielte der Alte Verband zwar 58 % und die Christlichen 17 % der Stimmen. Daneben kam aber auch die kommunistische RGO auf ebenfalls 17 %.
Glaubten die Gewerkschaften zu Beginn der nationalsozialistischen Diktatur noch einen Platz im neuen „Dritten Reich“ einnehmen zu können, zerschlug sich diese Illusion für die freien Gewerkschaften und den Alten Verband mit der Zerschlagung der Organisation und der Besetzung der Gewerkschaftshäuser am 2. Mai 1933. Im Sommer des Jahres 1933 wurde dann auch der Gewerkverein christlicher Bergarbeiter gleichgeschaltet. Zahlreiche Mitglieder der Bergarbeiterorganisationen wurden von den Nationalsozialisten verfolgt und nicht wenige ermordet. Fritz Husemann, der langjährige Vorsitzende des Alten Verbandes, wurde im KZ Esterwegen 1935 ermordet. Heinrich Imbusch, der ehemalige Vorsitzende des christlichen Verbandes, starb 1945 nach jahrelanger Flucht in Essen an Entkräftung.
Nach dem Ende des Zweiten Weltkriegs wurde die Spaltung in Richtungsgewerkschaften durch die Gründung der Industriegewerkschaft Bergbau und Energie überwunden.